# Sport Ireland
Sport Ireland (en irlandais : Spórt Éireann), anciennement le Irish Sports Council, est l’organisation qui supervise et finance le développement du sport en Irlande. 
Sport Ireland est une autorité statutaire créée en juillet 1999 en vertu de la loi irlandaise sur le Conseil du sport (le Irish Sports Council Act). Son mandat est de planifier, diriger et coordonner le développement durable du sport de compétition et de loisirs en Irlande. 
Sport Ireland comprend huit divisions principales: finances, haute performance, partenariats sportifs locaux, organes directeurs nationaux, unité antidopage, services d'entreprise, office national des pistes et l'Institut irlandais du sport. 
Le corps est basé au National Sports Campus, à Abbotstown, près de Blanchardstown, dans l’ouest de Dublin.

Sport Ireland
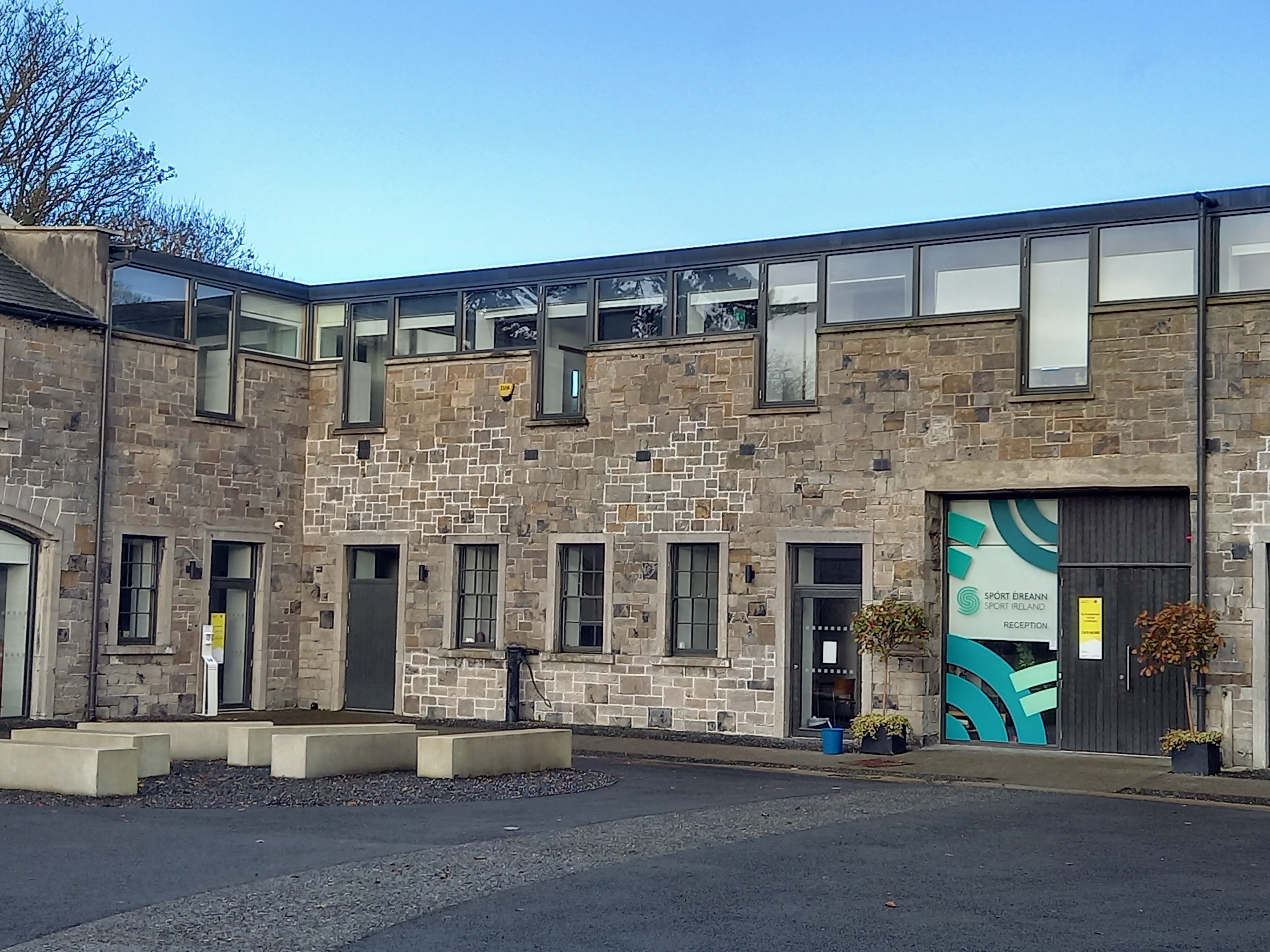
Bureaux de Sport Ireland dans la cour d'Abbotstown House.
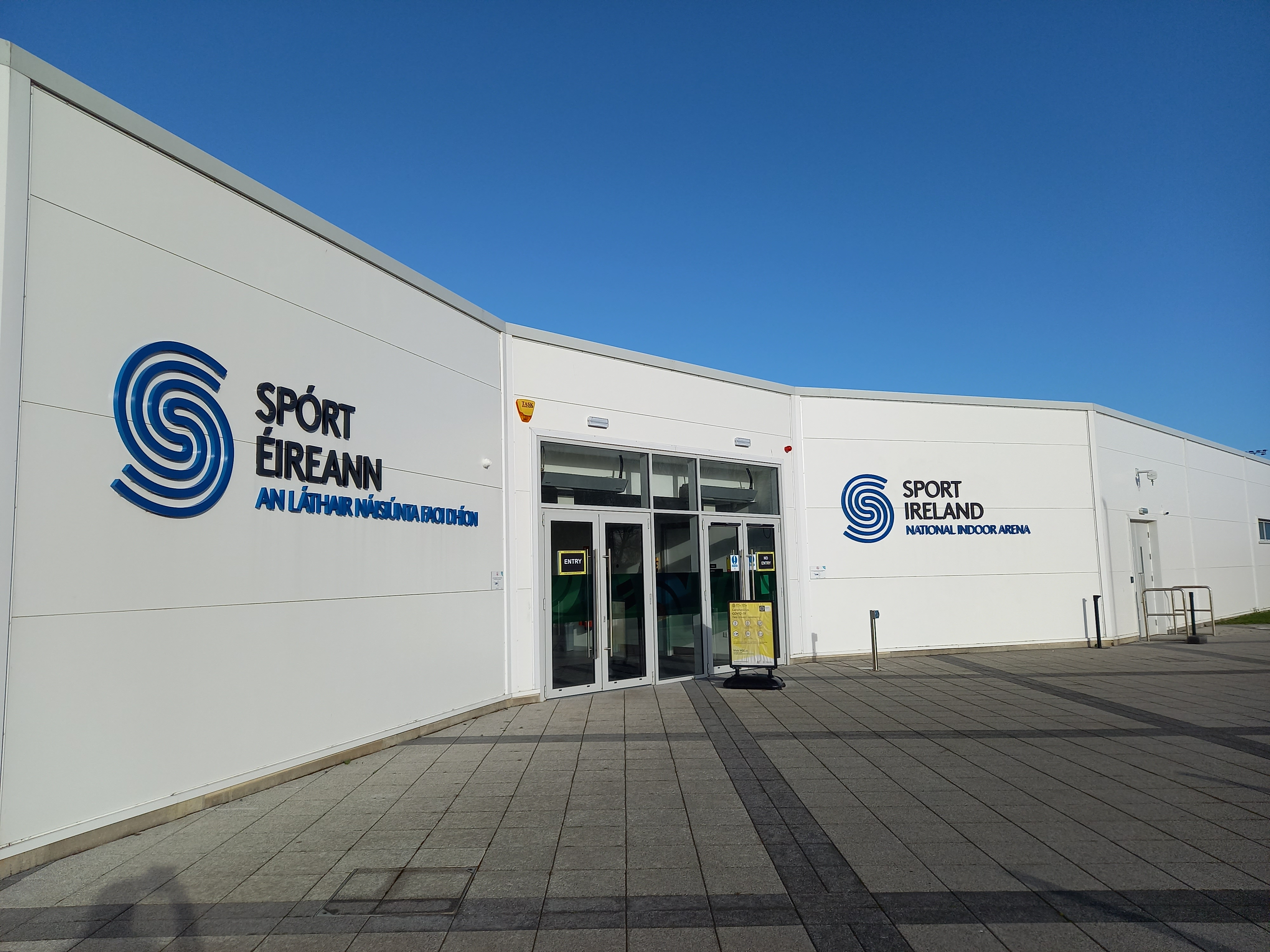
Entrée de la National Indoor Arena de Sport Ireland.
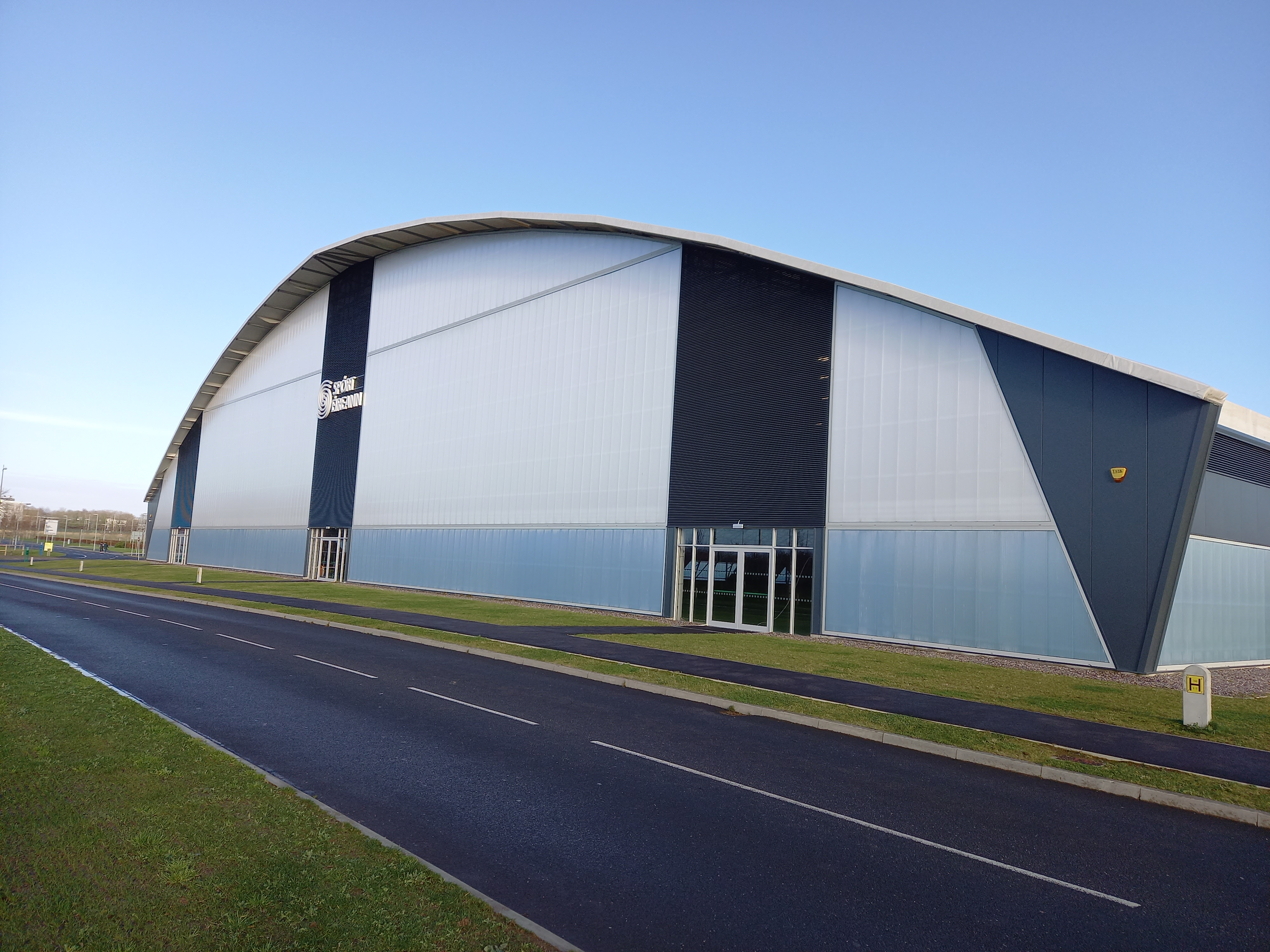
L’Arena nationale indoor de Sport Ireland à Sheephill.